# クヌーセン数
クヌーセン数（英: Knudsen number、Kn ）は流体力学で用いられる無次元量のひとつであり、流れ場が連続体として扱えるか否かを決定する。1より十分小さければ（たとえばKn < 1/5 ならば）連続体とみなしてよい。名前はデンマークの物理学者マルティン・クヌーセンに因む。
クヌーセン数は次の式で定義される：
{\displaystyle {\mathit {Kn}}={\frac {\lambda }{L}}={\frac {k_{B}T}{{\sqrt {2}}\pi \sigma ^{2}PL}}}
ここで
- λ：平均自由行程 (m)
- L ：代表長さ (m)
- T ：温度 (K)
- kB ： ボルツマン定数 (J/K)
- P ：全圧 (Pa)
- σ：分子直径 (m)

である。

## 分類
流れ場はクヌーセン数によって以下のように分類される。
- Kn ～ 0 ：連続領域
- Kn < 1 ：すべり流れ領域
- Kn ～ 1 ：遷移領域
- Kn > 1 ：自由分子領域

さらに以下のように呼ぶこともある。
- 0.01 < Kn < 1 ：近連続領域
- 1 < Kn < 10 ：近自由分子領域

## 解釈
クヌーセン数が平均自由行程と代表長さの比で定義されるのは以下の理由からである。
平均自由行程が小さく代表長さが大きい場合は分子同士の衝突が頻繁に起こり、また壁面との衝突回数が減るために運動量・エネルギーが平均化されている状態、あるいはこれらの値が空間的に連続である状態であるので、分子全体をつながりのあるもの、すなわち連続体として扱うことができる。
一方、平均自由行程が大きく代表長さが小さい場合には分子同士の衝突が減り、壁面との衝突回数が増えるために運動量・エネルギーは平均化されず（壁面は動かない、すなわち運動量・エネルギーが常に0であるため、衝突による運動量・エネルギー交換が行なわれないから）個々の分子で異なり、つながりが見出せないために連続体としては扱えない。